# EKZ CrossTour 2015-2016
De EKZ CrossTour 2015-2016 was een wedstrijdenserie in het veldrijden. De competitie ging van start op 13 september 2015 en eindigde op 2 januari 2016. De serie bestaat uit vijf veldritten, allen in Zwitserland.

## Kalender
| Datum      | Locatie                              | Cat. | Winnaar            | Tweede                | Derde                  | Leider in het klassement |
| ---------- | ------------------------------------ | ---- | ------------------ | --------------------- | ---------------------- | ------------------------ |
| 13/09/2015 | EKZ CrossTour Baden, Baden           | C1   | Laurens Sweeck     | Philipp Walsleben     | Francis Mourey         | Laurens Sweeck           |
| 04/10/2015 | EKZ CrossTour Dielsdorf, Dielsdorf   | C1   | Clément Venturini  | Dieter Vanthourenhout | Francis Mourey         | Clément Venturini        |
| 01/11/2015 | EKZ CrossTour Hittnau, Hittnau       | C1   | David van der Poel | Sascha Weber          | Simon Zahner           | Dieter Vanthourenhout    |
| 13/12/2015 | EKZ CrossTour Eschenbach, Eschenbach | C1   | Marcel Wildhaber   | Gioele Bertolini      | Michael Vanthourenhout | Marcel Wildhaber         |
| 02/01/2016 | EKZ CrossTour Meilen, Meilen         | C1   | Francis Mourey     | Sascha Weber          | Lars Förster           | Francis Mourey           |